# Tomisato
Pour les articles homonymes, voir Tomisato (homonymie).
Tomisato (富里市, Tomisato-shi) est une ville de la préfecture de Chiba, au Japon.

## Géographie

### Situation
Tomisato est située dans le nord de la préfecture de Chiba, à environ 25 kilomètres au nord-est de la ville de Chiba.

### Démographie
En 2011, la population de la ville de Tomisato était de 50 886 habitants répartis sur une superficie de 53,91 km2. Elle était de 49 611 habitants en mai 2023.

### Climat
Tomisato a un climat subtropical humide caractérisé par des étés chauds et des hivers frais avec peu ou pas de chutes de neige. La température moyenne annuelle à Tomisato est de 14,7 °C. La pluviométrie annuelle moyenne est de 1 475 mm, septembre étant le mois le plus humide.

## Histoire
Pendant l'époque d'Edo, Tomisato faisait partie de la province de Shimōsa. Après la restauration de Meiji, le village moderne de Tomisato est créé le 1er avril 1889, et le gouvernement a encouragé la colonisation de la région par des agriculteurs. Au cours des années 1960 et 1970, le village a été le centre de la lutte de Sanrizuka contre la construction de l'aéroport international de Narita. Après l'achèvement de l'aéroport, la population du village a augmenté rapidement. Le 1er avril 1985, Tomisato est élevé au statut de bourg, puis de ville le 1er avril 2002.

## Transports
L'aéroport international de Narita se trouve à environ 5 km au nord-est du centre-ville.